# Perlentaucher
Perlentaucher (також Der Perlentaucher, «Перлента́ухер»; з нім. — «Ловець перлів», дослівно «Перлинний водолаз») — німецький онлайн-журнал культурної (переважно літературної) тематики. Заснований Тьєррі Шервелем (фр. Thierry Chervel), Адамом Цвієнцеком (нім. Adam Cwientzek), Аньєю Зеєлігер (нім. Anja Seeliger) і Нікласом Зеєлігером (нім. Niclas Seeliger). Видається з 15 березня 2001 року.
За даними IVW, у березні 2017 року сайт відвідали понад 713 тис. осіб. При цьому з 1,5 млн переглядів за місяць 75 % було здійснено з території Німеччини, що робить Perlentaucher, за твердженням видавців, «провідним незалежним культурним і літературним журналом у німецькомовній мережі».